# Assé-le-Boisne
Assé-le-Boisne är en kommun i departementet Sarthe i regionen Pays de la Loire i nordvästra Frankrike. Kommunen ligger i kantonen Fresnay-sur-Sarthe som tillhör arrondissementet Mamers. År 2022 hade Assé-le-Boisne 898 invånare.

## Befolkningsutveckling
Antalet invånare i kommunen Assé-le-Boisne
| Referens: INSEE |